# Municipio de Bismarck (Minnesota)
El municipio de Bismarck (en inglés: Bismarck Township) es un municipio ubicado en el condado de Sibley en el estado estadounidense de Minnesota. En el año 2010 tenía una población de 314 habitantes y una densidad poblacional de 3,36 personas por km².

## Geografía
El municipio de Bismarck se encuentra ubicado en las coordenadas 44°35′24″N 94°26′35″O / 44.59000, -94.44306. Según la Oficina del Censo de los Estados Unidos, el municipio tiene una superficie total de 93.41 km², de la cual 93,12 km² corresponden a tierra firme y (0,31 %) 0,29 km² es agua.

## Demografía
Según el censo de 2010, había 314 personas residiendo en el municipio de Bismarck. La densidad de población era de 3,36 hab./km². De los 314 habitantes, el municipio de Bismarck estaba compuesto por el 98,09 % blancos, el 0,32 % eran asiáticos, el 1,59 % eran de otras razas. Del total de la población el 3,5 % eran hispanos o latinos de cualquier raza.